# Liste des oiseaux en Andorre
Cet article répértorie les espèces d'oiseaux présentes en Andorre.
Les différentes catégories utilisées par la liste rouge de l'UICN mondiale sont :
| (EW) | Éteinte à l'état sauvage        | Connu uniquement en captivité ou en tant que population naturalisée bien en dehors de son ancienne aire de répartition.                                                                             |
| (CR) | En danger critique d'extinction | L'espèce risque prochainement de s'éteindre à l'état sauvage. |
| (EN) | En danger                       | L'espèce fait face à un très gros risque d'extinction à l'état sauvage. |
| (VU) | Vulnérable                      | L'espèce fait face à un gros risque d'extinction à l'état sauvage. |
| (NT) | Quasi menacée                   | L'espèce ne satisfait pas un ou plusieurs des critères prévus qui permettraient de la catégoriser, mais pourrait risquer de s'éteindre dans le futur.                                               |
| (LC) | Préoccupation mineure           | Il n'y a pas de risque identifiable pour l'espèce. |
| (DD) | Données insuffisantes           | Il n'y a pas d'information adéquate qui permettraient de faire une évaluation des risques pour cette espèce.                                                                                        |
| NE   | Non évaluée                     | L'espèce n’a pas encore été confrontée aux critères précédents, n'est pas reconnue comme valide par l'UICN ou bien s'est éteinte avant le XVIe siècle (espèce absente de la liste rouge de l'UICN). |

| Podicipediformes                                                                 |
| Podicipedidae                                                                    |
| -------------------------------------------------------------------------------- |
| - Grèbe à cou noir (Podiceps nigricollis) - (Accidentel/Rare) [réf. souhaitée] - |

| Suliformes                                                             |
| Phalacrocoracidae                                                      |
| ---------------------------------------------------------------------- |
| - Grand cormoran (Phalacrocorax carbo) - Autochtone [réf. souhaitée] - |

| Pelecaniformes                                                 |
| Ardeidae                                                       |
| -------------------------------------------------------------- |
| - Héron cendré (Ardea cinerea) - Autochtone [réf. souhaitée] - |

| Ciconiiformes                                                       |
| Ciconiidae                                                          |
| ------------------------------------------------------------------- |
| - Cigogne blanche (Ciconia ciconia) - Autochtone [réf. souhaitée] - |

| Anseriformes |
| Anatidae |
| --- |
| - Sarcelle d'hiver (Anas crecca) - Autochtone [réf. souhaitée] - - Canard colvert (Anas platyrhynchos) - Autochtone [réf. souhaitée] - - Canard souchet (Anas clypeata) - Autochtone [réf. souhaitée] - |

| Accipitriformes |
| Pandionidae |
| --- |
| - Balbuzard pêcheur (Pandion haliaetus) - Autochtone [réf. souhaitée] - |
| Accipitridae |
| - Bondrée apivore (Pernis apivorus) - Autochtone - - Milan royal (Milvus milvus) - Autochtone - - Milan noir (Milvus migrans) - Autochtone [réf. souhaitée] - - Gypaète barbu (Gypaetus barbatus) - Autochtone - - Percnoptère (Neophron percnopterus) - Autochtone - - Vautour fauve (Gyps fulvus) - Autochtone [réf. souhaitée] - - Circaète Jean-le-Blanc (Circaetus gallicus) - Autochtone - - Busard des roseaux (Circus aeruginosus) - Espèce erratique - - Busard cendré (Circus pygargus) - Autochtone - - Épervier d'Europe (Accipiter nisus) - Autochtone - - Autour des palombes (Accipiter gentilis) - Autochtone - - Buse variable (Buteo buteo) - Autochtone - - Aigle royal (Aquila chrysaetos) - Autochtone - - Aigle botté (Hieraaetus pennatus) - Autochtone [réf. souhaitée] - |

| Falconiformes |
| Falconidae |
| --- |
| - Faucon crécerelle (Falco tinnunculus) - Autochtone - - Faucon émerillon (Falco columbarius) - Autochtone [réf. souhaitée] - - Faucon hobereau (Falco subbuteo) - Autochtone - - Faucon pèlerin (Falco peregrinus) - Autochtone - |

| Galliformes |
| Phasianidae |
| --- |
| - Lagopède alpin (Lagopus muta) - Autochtone - - Grand Tétras (Tetrao urogallus) - Autochtone - - Perdrix rouge (Alectoris rufa) - Autochtone - - Perdrix grise (Perdix perdix) - Autochtone - - Caille des blés (Coturnix coturnix) - Autochtone - - Faisan de Colchide (Phasianus colchicus) - Introduit - |

| Gruiformes                                                  |
| Gruidae                                                     |
| ----------------------------------------------------------- |
| - Grue cendrée (Grus grus) - Autochotone [réf. souhaitée] - |

| Charadriiformes |
| Charadriidae |
| --- |
| - Vanneau huppé (Vanellus vanellus) - Autochtone [réf. souhaitée] - - Pluvier guignard (Charadrius morinellus) - Autochtone -     |
| Scolopacidae |
| - Bécasse des bois (Scolopax rusticola) - Autochtone [réf. souhaitée] - - Chevalier guignette (Actitis hypoleucos) - Autochtone - |
| Laridae |
| - Goéland leucophée (Larus michahellis) - Autochotone [réf. souhaitée] -                                                          |

| Columbiformes |
| Columbidae |
| --- |
| - Pigeon biset (Columba livia) - Autochotone - Pigeon colombin (Columba oenas) - Autochtone - - Pigeon ramier (Columba palumbus) - Autochtone - - Tourterelle des bois (Streptopelia turtur) - Autochtone - - Tourterelle turque (Streptopelia decaocto) - Autochtone - |

| Cuculiformes                                   |
| Cuculidae                                      |
| ---------------------------------------------- |
| - Coucou gris (Cuculus canorus) - Autochtone - |

| Strigiformes                                     |
| Tytonidae                                        |
| ------------------------------------------------ |
| - Effraie des clochers (Tyto alba)- Autochtone - |